# Косенков Олександр Михайлович
Косенков Олександр Михайлович (29 липня 1956) — радянський стрибун у воду.
Бронзовий медаліст Олімпійських Ігор 1976 року, учасник 1980 року.
Призер Чемпіонату Європи з водних видів спорту 1977 року.
Переможець літньої Універсіади 1979 року, призер 1977 року.